# フォンス・ブリデンバッハ
アルフォンス(フォンス)・ブリデンバッハ(Alfons (Fons) Brydenbach、1954年10月12日 - 2009年5月8日)は、ベルギーのアントウェルペン州フォルセラール出身の陸上選手。400メートルを専門としており、屋内の世界記録の保持者だったこともある。
2009年5月、膀胱がんにより死去。